# The Cloverfield Paradox
The Cloverfield Paradox is een Amerikaanse sciencefictionhorrorfilm uit 2018 onder regie van Julius Onah. De film werd geproduceerd door J.J. Abrams en is het derde deel van de Cloverfield-franchise.

## Verhaal
Het is 2028 en de Aarde lijdt aan een wereldwijde energiecrisis. In een internationaal ruimtestation zijn astronauten bezig met een experiment om een deeltjesversneller te testen als alternatief voor een nieuwe energievoorziening. Maar als het experiment mislukt, lijkt de Aarde verdwenen te zijn, als ze uit het raam kijken van het ruimtestation. Ook ontdekt de bemanning een passagier aan boord met de naam Jensen.
In korte tijd volgen nog meer mysterieuze gebeurtenissen. De astronauten komen tot de ontdekking dat ze zich in een alternatieve realiteit bevinden. Sommige bemanningsleden komen hierdoor in een levensgevaarlijke situatie terecht. Jensen wordt in vertrouwen genomen om een weg naar huis te vinden.

## Rolverdeling
| Acteur            | Personage |
| ----------------- | --------- |
| Gugu Mbatha-Raw   | Hamilton  |
| David Oyelowo     | Kiel      |
| Daniel Brühl      | Schmidt   |
| John Ortiz        | Monk      |
| Chris O'Dowd      | Mundy     |
| Aksel Hennie      | Volkov    |
| Zhang Ziyi        | Tam       |
| Elizabeth Debicki | Jensen    |
| Roger Davies      | Michael   |
| Clover Nee        | Molly     |

## Productie
De film werd in 2012 aangekondigd onder de titel God Particle, gebaseerd op een script van Oren Uziel. Eind 2016 werd titel van de film veranderd naar 2017 Cloverfield Movie. Na het meerdere malen uitstellen van de geplande releasedatum, verscheen een trailer tijdens de Super Bowl LII op 4 februari 2018, waarin duidelijk werd dat Netflix de rechten had verworven en nu getiteld The Cloverfield Paradox. Na de wedstrijd werd de film wereldwijd door de streamingdienst vrijgegeven. De film kreeg over het algemeen negatieve kritieken. Op Rotten Tomatoes ontving de film 16% goede reviews, gebaseerd op 91 beoordelingen.